# When Spirits Are Calling My Name
"When Spirits Are Calling My Name" (em português, "Quando os espíritos estão chamando pelo meu nome", título original sueco: "När vindarna viskar mitt namn", literalmente traduzido  como "Quando os ventos sussurram o meu nome") foi a canção que representou a Suécia no Festival Eurovisão da Canção 2000 que teve lugar em Estocolmo.
A referida canção foi interpretada em inglês por  Roger Pontare. Foi a décima-oitava canção a ser interpretada na noite do festival, a seguir à canção da Croácia "Kad zaspu anđeli, cantado por Goran Karan e antes da canção da Macedónia "100% te ljubam", interpretada por XXL. Terminou a competição em 7.º lugar, tendo recebido um total de 88 pontos.

## Autores
- Letristas: Peter Dahl,Linda Jansson,Thomas Holmstrand
- Compositores: Peter Dahl,Linda Jansson,Thomas Holmstrand

## Celebração da cultura indígena
A canção elogia as tradições dos povos indígenas e seus esforços para proteger seus territórios e culturas. Naua aparição a solo em 2000, Pontare usava um traje tradicional Sami, associado com a população indígena da Lapónia no norte da Suécia (e também a regiões do norte da Noruega , Finlândia e Rússia). Em sua apresentação no Festival Eurovisão da Canção, Pontare foi acompanhado por uma dançarina indiana, um esquimó de Thule e um esquimó norueguesa.

## Festival Eurovisão da Canção 2000
No clímax da música, as chamas irromperam de duas aberturas na frente do palco. A canção terminou em sétimo, com 88 pontos.
Em 2000, o Festival Eurovisão da Canção teve lugar em Estocolmo , na Suécia, porque a cantora sueca Charlotte Nilsson tinha ganho o concurso em 1999, com " Take Me to Your Heaven ". Anteriormente, Pontare representara a Suécia no Festival Eurovisão da Canção 1994, juntamente com Marie Bergman que terminara em 13.º lugar. 

## Popularidade
När vindarna viskar luva namn" também foi lançada como single no ano de 2000 , e foi disco de platina na [Suécia]](30 000 exemplares). O single alcançou a posição # 3 na parada de singles sueco. Em 22 de abril de 2000, a canção entrou diretamente para o Svensktoppen , onde permaneceu por duas semanas. Em 6 de maio de 2000 a canção caiu no terceiro lugar depois de um pico durante duas semanas. Em 05 de agosto de 2000 a canção foi nono, sendo a lista para 16 na última vez.

## Covers por outras bandas
As bandas suecas Ultima Thule e HammerFall fizeram versões de "När vindarna viskar mitt namn".

## Lista de faixas
1. När vindarna viskar mitt namn - 2:58
2. När vindarna viskar mitt namn (singback) - 2:58